# Peugeot 4007
 Ikke at forveksle med Peugeot 407.
Peugeot 4007 er Peugeots første bud på en SUV. Den er udviklet i samarbejde med Citroën og Mitsubishi, og fås enten med forhjulstræk eller firehjulstræk. Modelprogrammet består af en benzinmotor og to dieselmotorer. Benzinmotoren er hentet fra Mitsubishi, mens de 2 dieselmotorer er Peugeot og Citroëns velkendte commonrail diesel HDi motorer med partikelfilter.
4007 bliver sammen med Citroën C-Crosser og Mitsubishi Outlander produceret i Okazaki, Aichi, Japan af Mitsubishi Motors, og er den første Japansk producerede Peugeot.
I Danmark fås Peugeot 4007 udelukkende som 2.2 HDi i to udstyrsniveauer. ST og Griffe. ST er basismodellen, og Griffe er topmodellen, med bl.a. læderkabine med el-sæder og 18" alufælge.

## Motorer
| Model     | Motor- kode | Cylindre / ventiler | Slagvolume cm3   | Effekt / omdr.  | Moment |
| --------- | ----------- | ------------------- | ---------------- | --------------- | ------ |
| Benzin    |             |                     |                  |                 |        |
| 2.4i 16V* | 4B12        | 4 / 16              | 2,4 L (2359 cm³) | 125 kW (170 hk) | 226 Nm |
| Diesel    |             |                     |                  |                 |        |
| 2.0 HDi*  | DW10 TED4   | 4 / 16              | 2 L (1997 cm³)   | 100 kW (136 hk) | 320 Nm |
| 2.2 HDi   | DW12 B      | 4 / 16              | 2,2 L (2178 cm³) | 115 kW (156 hk) | 380 Nm |

* Sælges ikke i Danmark på nuværende tidspunkt.

## Billeder
Klik på billederne for at se dem i stort format.
- Bagende
- Fra højre side
- Fra venstre side

- Wikimedia Commons har flere filer relateret til Peugeot 4007